# تحلیل چندمعیاره تصمیم

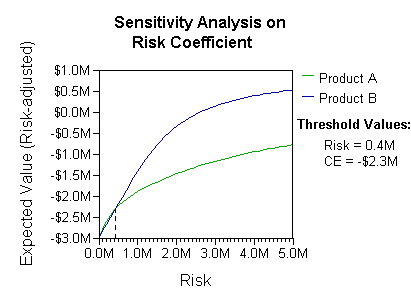
نموداری از تحلیل چند معیاره ریسک

تحلیل چندمعیارهٔ تصمیم شامل بیان درست اهداف، تعیین راه‌حل‌های مختلف و ممکن، ارزیابی امکان‌پذیری آنها، ارزیابی عواقب و نتایج ناشی از اجرای هر یک از راه‌حل‌ها و بالاخره انتخاب و اجرای آن می‌باشد. کیفیت مدیریت اساساً تابع کیفیت تصمیم‌گیری است زیرا کیفیت طرح و برنامه‌ها، اثربخشی و کارآمدی راهبردها و کیفیت نتایجی که از اعمال آن‌ها بدست می‌آید همگی تابع کیفیت تصمیماتی است که مدیر اتخاذ می‌نماید.
در اکثر موارد تصمیم‌گیری‌ها وقتی مطلوب و مورد رضایت تصمیم‌گیرنده است که تصمیم‌گیری براساس چندین معیار مورد بررسی قرار گرفته باشد. معیارها ممکن است کمی یا کیفی باشند. در روش‌های تصمیم‌گیری چند معیاره که در دهه‌های اخیر مورد توجه محققین قرار گرفته است به جای استفاده از یک معیار سنجش بهینگی، از چند معیار سنجش استفاده شده است. در مدل‌های تصمیم‌گیری چند معیاره هدف یا رتبه‌بندی گزینه، یا وزن دهی به معیار یا ارزیابی معیار است. مدل‌های تصمیم‌گیری چند معیاره بر اساس محیط‌های مختلف به دو دسته محیط قطعی و عدم قطعیت تقسیم می‌شوند. که عدم قطعیت خود به محیط‌های فازی، خاکستری، راف، فیثاغورثی، فازی z، فازی کروی، فازی شهودی تقسیم‌بندی می‌شود.

## MCDM چیست؟
مدل‌های تصمیم‌گیری چند معیاره MCDM به ۲ دستهٔ عمده مدل‌های تصمیم‌گیری چند هدفه MODM و مدل‌های تصمیم‌گیری چند شاخصه MADM تقسیم می‌شود. در حالت کلی مدل‌های چند هدفه به منظور طراحی و مدل‌های چند شاخصه به منظور انتخاب گزینه برتر مورد استفاده قرار می‌گیرند. تفاوت اصلی مدل‌های تصمیم‌گیری چند هدفه با مدل‌های تصمیم‌گیری چند شاخصه آن است که اولی در فضای تصمیم‌گیری پیوسته و دومی بر فضای تصمیم‌گیری گسسته تعریف می‌گردند.

## تصمیم‌گیری چند هدفه (MODM)
هدف از تصمیم‌گیری با اهداف چندگانه، حل مسائل طراحی بهینه می‌باشد که در آن چندین هدف با جهت متضاد، باید به‌طور همزمان بهینه شوند. مهم‌ترین مشخصه یک مسئله MODM عبارتند از اهداف با جهت بهینگی متضاد و محدودیت‌های آن
به عنوان مثال، یک مسئله رایج در صنایع تولیدی عبارتند است از انتخاب مجموعه‌ای از شرایط ورودی یا مجموعه‌ای از مقادیر Xiها به‌طور که کیفیت تولید مورد نظر Yiها دارای شرایط مطلوب باشد. این مسئله منجربه بهینه‌سازی همزمان متغییرهای پاسخ Yi می‌شود که هر یک بستگی به یک مجموعه از متغییرهای ورودی {X1,X2, … ,Xn} دارد. این گونه مسائل هدف عبارت است از این که مقادیر Xi در سطوحی انتخاب شوند که مجموعه Yiها بهینه گردند. مدل برنامه‌ریزی ریاضی این مسائل به صورت زیر است:
MAX: Yi=Fi(X1,X2,... ,Xn) i=1,2,... ,k
: s.t
Lj<=Xj<=Uj, j=1,2,3,... ,n
از آنجا که کالاها معمولاً بیش از یک مشخصه کیفی دارند، بهبود همزمان این مشخصه‌های کیفی می‌تواند به صورت یکی از مسائل چند هدفه مطرح شود.

## معیارها
در مورد معیارهای به کار رفته در مسائل به‌طور کلی سه کار باید انجام گیرد:
- تبدیل معیارهای کیفی به کمی
- بی مقیاس کردن معیارها
- تعیین وزن‌های نسبی معیارها

## چگونگی تحلیل
برای تحلیل یک سیستم چند معیاره باید عناصر آن را به خوبی شناخت و آن‌ها را به‌طور دقیق تعریف کرد و سپس به مدلسازی و تجزیه و تحلیل آن پرداخت. به‌طور کلی می‌توان گفت مسائل تصمیم‌گیری چند معیاره MCDM شامل ۶ مؤلفه می‌باشند:
1. یک هدف یا مجموعه‌ای از اهداف
2. تصمیم گیرنده (DM) یا گروهی از تصمیم گیران
3. مجموعه‌ای از معیارهای ارزیابی
4. مجموعه‌ای از گزینه‌های تصمیم
5. مجموعه‌ای از متغیرهای مجهول یا متغیرهای تصمیم
6. مجموعه‌ای از نتایج حاصل شده از هر زوج گزینه – معیار

عنصر مرکزی این ساختار، یک ماتریس تصمیم است که شامل مجموعه‌ای از سطرها و ستون‌هاست. این ماتریس نتایج تصمیم را برای مجموعه‌ای از گزینه‌ها و معیارهای ارزیابی بیان می‌کند.
مسائل تصمیم‌گیری پیچیده عموماً از تعدادی تصمیم‌گیرنده تشکیل شده که به آن‌ها گروه‌های ذی‌نفع نیز گفته می‌شود. تصمیم‌گیرنده می‌تواند یک نفر یا گروهی از مردم از قبیل دولت یا نهادهای حقوقی باشد که این افراد با اولویت‌های منحصربه‌فرد خود مشخص می‌شوند. که اولویت‌ها بر اساس اهمیت نسبی معیارها و گزینه‌های تصمیم می‌باشند. همچنین اولویت‌ها می‌توانند به صورت وزن‌های اختصاص داده شده برای معیارهای ارزیابی مورد استفاده قرار گیرند. با اولویت بندی نتایج تصمیم می‌توان بهترین گزینه را انتخاب نمود.

## روش‌های پرکاربرد تصمیم‌گیری چند معیاره
روش‌های زیر از جمله روش‌های پر کاربرد تصمیم‌گیری چند معیاره هستند.
۱- روش AHP: واژه AHP مخفف عبارت Analytical Hierarchy process به معنی فرایند تحلیل سلسله مراتبی است. تکنیک AHP توسط توماس ساعاتی به سال ۱۹۸۳ معرفی شد. در این مقاله فرایند تحلیل سلسله مراتبی با یک مثال کاربردی آموزش داده می‌شود. برای تعیین وزن معیارها و رتبه‌بندی گزینه‌ها از مقایسه زوجی استفاده می‌شود. پرسشنامه مورد استفاده برای تحلیل‌های سلسه‌مراتبی و تصمیم‌گیری چندمعیاره به پرسشنامه خبره موسوم است. برای تهیه پرسشنامه خبره از مقایسه زوجی عناصر استفاده می‌شود. برای هر سطح از سلسله مراتب یک ماتریس مقایسه زوجی تهیه می‌شود. برای امتیاز دهی از مقیاس نه درجه ساعاتی به صورت زیر استفاده می‌شود.
هدف تکنیک فرایند تحلیل سلسله مراتبی انتخاب بهترین گزینه براساس معیارهای مختلف از طریق مقایسه زوجی است. این تکنیک برای وزن دهی به معیارها نیز استفاده می‌شود. چون افزایش تعداد عناصر هر خوشه مقایسه زوجی را دشوار می‌کند بنابراین معمولاً معیارهای تصمیم‌گیری را به زیرمعیارهایی تقسیم می‌کنند.
۲- روش ANP: واژه ANP مخفف عبارت Analytical Network Process (ANP) به معنی فرایند تحلیل شبکه است. فرایند تحلیل شبکه یا ANP یکی دیگر از سری تکنیک‌های تصمیم‌گیری است که شباهت زیادی به روش فرایند تحلیل سلسله مراتبی AHP دارد. هر یک از روش‌ها بر اساس یک سری فرضیات بنا شده شده است. برای نمون اگر معیارها مستقل از هم باشند و مقایسات زوجی امکانپذیر باشد مدل تصمیم‌گیری مناسب مدل AHP است ولی اگر معیارها مستقل نباشند روش ANP بهتر است. تکنیک فرایند تحلیل شبکه یا ANP یکی دیگر از تکنیک‌های تصمیم‌گیری چند معیاره است که «فرایند تحلیل سلسله مراتبی» یا AHP را با جایگزینی «شبکه» بجای «سلسله مراتب» بهبود می‌بخشد. فرایند تحلیل سلسله‌مراتبی که در دهه هفتاد میلادی توسط ساعاتی پیشنهاد گردید، یکی از تکنیک‌های معروف تصمیم‌گیری چند معیاره است که یک مسئله تصمیم‌گیری را به چند سطح مختلف تجزیه می‌کند که مجموع این سطوح تصمیم، تشکیل یک سلسله‌مراتب را می‌دهند. تفسیر تکنیک فرایند تحلیل شبکه چندان پیچیده نیست.
۳- روش ویکور (Vikor): روش ویکور (Vikor) حرف اختصاری عبارت صربی Vlse Kriterijumsk Optimizacija Kompromisno Resenje یکی از مدل‌های تصمیم‌گیری چندمعیاره برای انتخاب بهترین گزینه است. این مدل توسط اپریکویک به سال ۱۹۸۴ ارائه شد. تکنیک ویکور یک روش سازشی است و به تصمیم‌گیری پیرامون گزینه‌ها براساس معیارهای مختلف کمک می‌کند. منظور از جواب سازشی نزدیکترین جواب موجه به جواب ایده‌آل است. کلمه سازش به یک توافق متقابل گفته می‌شود.
تکنیک ویکور از طریق ارزیابی گزینه‌ها بر اساس معیارها، گزینه‌ها را اولویت بندی یا رتبه‌بندی می‌کند. در تکنیک ویکور معیارها وزن دهی نمی‌شوند بلکه معیارها از طریق روش‌های دیگر ارزیابی می‌شود و سپس گزینه‌ها بر اساس معیارها و با ترکیب در ارزش معیارها، ارزیابی شده و رتبه‌بندی می‌شوند. در این مدل همواره چند گزینه مختلف وجود دارد که این گزینه‌ها بر اساس چند معیار به صورت مستقل ارزیابی می‌شوند و در نهایت گزینه‌ها بر اساس ارزش، رتبه‌بندی می‌گردند.
۴- روش الکتره (ELECTRE): این روش نیز به رتبه‌بندی گزینه‌ها از بر اساس مفاهیم مسلط و غیر مسلط بودن می‌پردازد. خانواده ELECTRE شامل روش‌های متنوعی می‌باشد که از میان آنها می‌توان به موارد زیر اشاره نمود. تمام روش‌ها توسعه داده شده مدل پایه هستند.
- ELECTRE I: مدل پایه.
- ELECTRE Is: معرفی آستانه ترجیح ضعیف (Weak preference threshold) و آستانه ترجیح قوی (Strong preference threshold).
- ELECTRE Iv: معرفی آستانه رد (Veto threshold).
- ELECTRE II: معرفی روشی برای جلوگیری از ایجاد دور (cycle) بین گزینه‌های منتخب.
- ELECTRE III: معرفی آستانه اعتبار و رتبه‌بندی گزینه‌ها.
- ELECTRE TRI: معرفی روشی برای دسته‌بندی گزینه‌ها.

۵- روش تاپسیس (TOPSIS): روش تاپسیس یکی از تکنیک‌های مورد استفاده در تصمیم‌گیری چند معیاره (MCDM) است. در این روش تصمیم‌گیری تعدادی گزینه و تعدادی معیار برای تصمیم‌گیری وجود دارد که باید با توجه به معیارها، گزینه‌ها رتبه‌بندی شوند، یا اینکه به هر یک از آن‌ها یک نمره کارایی اختصاص داده شود. فلسفه کلی روش تاپسیس این است که با استفاده از گزینه‌های موجود، دو گزینه فرضی تعریف می‌شوند. یکی از این گزینه‌ها مجموعه‌ای است از بهترین مقادیر مشاهده شده در ماتریس تصمیم‌گیری. این گزینه را اصطلاحاً ایده‌آل مثبت (بهترین حالت ممکن) می‌نامیم. ضمن اینکه یک گزینه فرضی دیگر تعریف می‌شود که شامل بدترین حالت‌های ممکن باشد. این گزینه ایده‌آل منفی نام دارد. معیارها می‌تواند دارای ماهیت مثبت یا منفی باشند، همچنین واحد اندازه‌گیری آن‌ها نیز می‌تواند متفاوت باشد.
معیار محاسبه نمرات در روش تاپسیس این است که گزینه‌ها تا حد امکان به گزینه ایده‌آل مثبت نزدیک و از گزینه ایده‌آل منفی دور باشد. بر این اساس یک نمره برای هر گزینه محاسبه می‌شود و گزینه‌ها مطابق این نمرات رتبه‌بندی می‌شوند.
فرایند تاپسیس شامل مراحل زیر است:
گام ۱) ایجاد یک ماتریس تصمیم‌گیری برای رتبه‌بندی. شامل m گزینه و n معیار.
گام ۲) نرمال نمودن ماتریس تصمیم‌گیری است.
گام ۳) تعیین راه حل ایده‌آل مثبت و راه حل ایده‌آل منفی
گام ۴) بدست آوردن میزان فاصله هر گزینه تا ایده‌آل‌های مثبت و منفی
گام ۵) تعیین ضریب نزدیکی برای هر یک از گزینه‌ها
گام ۶) رتبه‌بندی گزینه‌ها بر اساس ضریب نزدیکی
۶- روش SAW: این تکنیک از ساده‌ترین روشهای تصمیم‌گیری چند معیاره است که هدفش رتبه‌بندی گزینه‌ها (آلترناتیوها) می‌باشد این روش ابتدا ماتریس تصمیم را تشکیل داده و سپس بعد از نرمال سازی و وزن دار کردن رتبه نهایی را محاسبه می‌کند.

## روش ISM تکنیک پر کاربرد تصمیم‌گیری چند معیاره
از اواسط دهه هفتاد میلادی گروهی از تکنیک های ساختاردهی مسئله که به دنبال حل مسئله نبوده و تنها به دنبال نمایش ساختارهای اصلی مسئله بودند، توسعه داده شدند که یکی از این تکنیک‌ها ISM است. ISM با استفاده از نظرات خبرگان و به روشی بسیار ساده و نزدیک به عملکرد ذهن انسان به دنبال نمایش سطح‌بندی مولفه‌های دخیل در یک مسئله می باشد. روش ISM با تجزیه معیارها در چند سطح مختلف به تحلیل ارتباط بین شاخص‌ها می‌پردازد. روش ISM می‌تواند برای تجزیه وتحلیل ارتباط بین ویژگی‌های چند متغیر که برای یک مسئله تعریف شده‌اند، استفاده شود روش ISM می‌تواند برای تجزیه وتحلیل ارتباط بین ویژگی‌های چند متغیر که برای یک مسئله تعریف شده‌اند، استفاده شود. طراحی مدل ساختاری تفسیری (ISM) روشی است برای بررسی اثر هر یک از متغیرها بر روی متغیرهای دیگر؛ این طراحی رویکردی فراگیر برای سنجش ارتباط است و این طراحی برای توسعه چارچوب مدل به‌کار می‌رود تا اهداف کلی تحقیق امکان‌پذیر شود.
ماتریس خودتعاملی ساختاری Structural Self-Interaction Matrix یا SSIM از ابعاد و شاخص‌های مطالعه ومقایسه آنها با استفاده از چهار حالت روابط مفهومی تشکیل می‌شود. این ماتریس توسط خبرگان و متخصصین فرایند محوری تکمیل می‌گردد. اطلاعات حاصله بر اساس متد مدلسازی ساختاری تفسیری جمع‌بندی و ماتریس خودتعاملی ساختاری نهایی تشکیل گردیده است. منطق مدل‌سازی ساختاری تفسیری (ISM) منطبق بر روش‌های ناپارامتریک و بر مبنای مد در فراوانی‌ها عمل می‌کند.
نمادهای مورد استفاده برای ماتریس خودتعاملی ساختاری
با استفاده از نمادهای مندرج در جدول فوق الگوی روابط علی میان متغیرها تعیین می‌شود. به این ترتیب ماتریس خودتعاملی ساختاری تشکیل می‌شود.
ماتریس دریافتی Reachability matrix از تبدیل ماتریس خود تعاملی ساختاری به یک ماتریس دو ارزشی صفر و یک بدست می‌آید. برای استخراج ماتریس دریافتی در هر سطر ماتریس خود تعاملی به جای علائم X و V از عدد یک و به جای علائم A و O از عدد صفر استفاده می‌شود. ماتریس بدست آمده ماتریس دریافتی اولیه نام دارد. درایه‌های قطر اصلی برابر یک قرار می‌گیرد.
بعد از آنکه ماتریس به یک ماتریس صفر و یک تبدیل شد باید ماتریس ثانویه طراحی شود. در یک ماتریس دریافتی برای اطمینان باید روابط ثانویه کنترل شود. به این معنا که اگر A منجر به B شود و B منجر به C شود در این صورت باید A منجر به C شود؛ یعنی اگر براساس روابط ثانویه باید اثرات مستقیم لحاظ شده باشد اما در عمل این اتفاق نیفتاده باشد باید جدول تصحیح شود و رابطه ثانویه را نیز نشان داد.
در مدل (ISM) روابط متقابل و تأثیرگذاری بین معیارها و ارتباط معیارهای سطوح مختلف به خوبی نشان داده شده است که موجب درک بهتر فضای تصمیم‌گیری به وسیله مدیران می‌شود. برای تعیین معیارهای کلیدی قدرت نفوذ و وابستگی معیارها در ماتریس دسترسی نهایی تشکیل می‌شود. از این ویژگی در تحلیل میک مک استفاده می‌شود.
- قدرت نفوذ: تعداد عناصری که عنصر iام بر آنها تأثیر می‌گذارد.
- میزان وابستگی: تعداد عناصری که بر عنصر iام تأثیر می‌گذارند.

برای تعیین روابط و سطح‌بندی معیارها در مدل ساختاری تفسیری ISM باید مجموعه خروجی‌ها و مجموعه ورودی‌ها برای هر معیار از ماتریس دریافتی استخراج شود.
- مجموعه دستیابی (اثرگذاری یا خروجی‌ها): شامل خود معیار و معیارهایی است که از آن تأثیر می‌پذیرد.
- مجموعه پیش‌نیاز (اثرپذیری یا ورودی‌ها): شامل خود معیار و معیارهایی است که بر آن تأثیر می‌گذارند.

پس از تعیین مجموعه دستیابی و مجموعه پیش‌نیاز، اشتراک دو مجموعه حساب می‌شود. اولین متغیری که اشتراک دو مجموعه برابر با مجموعه قابل دستیابی (خروجی‌ها) باشد، سطح اول خواهد بود؛ بنابراین عناصر سطح اول بیشترین تاثیرپذیری را در مدل خواهند داشت.
پس از شناسایی شاخص‌های سطح اول، این عناصر حذف شده و فرایند محاسبه مجموعه دستیابی و پیش نیاز ادامه پیدا می‌کند. این فرایند تا حذف تمامی شاخص‌ها ادامه پیدا می‌کند.

## روش ماباک تکنیک جدید تصمیم‌گیری چند معیاره
روش ماباک MABAC مخفف Multi-Attributive Border Approximation area Comparison به معنی تخمین مقایسه سطوح مبتنی بر بردار چندشاخصه می‌باشد. پاموکار و سایرکویک به سال ۲۰۱۵ این روش را ارائه کردند. در این مقاله کاربرد یک روش جدید تصمیم‌گیری چندمعیاره برای انتخاب گزینه بهینه ارائه شده است. روش من در تدریس و آموزش، ساده‌سازی مسئله است بنابراین به جای آنکه به توضیح منطق زیربنایی این روش بپردازم مستقیم به سراغ آموز روش ماباک می‌رویم.
مرحله اول: تشکیل ماتریس تصمیم
مانند همیشه ماتریس تصمیم را برای ارزیابی گزینه‌ها براساس معیارها تشکیل دهید.
ماتریس تصمیم
مرحله دوم: نرمال سازی ماتریس تصمیم
اگر معیارها از نوع سود (مثبت) باشد بزرگ‌ترین مقدار آن با نماد مثبت و کوچک‌ترین مقدار آن با نماد منفی نشان داده می‌شود.
اگر معیارها از نوع زیان (منفی) باشد کوچک‌ترین مقدار آن با نماد مثبت و بزرگ‌ترین مقدار آن با نماد منفی نشان داده می‌شود.
منظور از معیار سود و زیان چیست؟
منظور از معیار سود آن است که هرچه مقدار آن معیار بیشتر باشد بهتر است مثلاً در انتخاب یک کارمند هرچه تجربه کاری بیشتر باشد بهتر است. منظور از معیار زیان آن است که هرچه مقدار آن معیار بیشتر باشد بدتر است مثلاً در انتخاب یک کارمند هر چه دستمزد او بیشتر باشد بدتر است.
در این صورت برای نرمال سازی مقادیر معیارها را از رابطه زیر استفاده کنید:
نرمال سازی به روش ماباک
دقت کنید درایه‌های ماتریس تصمیم با xij و درایه‌های ماتریس تصمیم نرمال با nij نمایش داده می‌شود.
ماتریس تصمیم نرمال
مرحله سوم: تشکیل ماتریس تصمیم موزون
وزن معیارها باید پیشتر محاسبه شده باشد. برای این منظور می‌توانید از روش فرایند تحلیل سلسله‌مراتبی، روش بهترین-بدترین، روش سوارا یا روش انتروپی استفاده کنید. با در دست داشتن اوزان معیارها با رابطه زیر ماتریس تصمیم نرمال موزون را تشکیل دهید:
vij = Wj * (nij + 1)
ماتریس تصمیم موزون

### تعیین مرز ناحیه شباهت ماتریس (g)
برای تعیین مرز ناحیه شباهت هر معیار باید میانگین هندسی مقادیر هر معیار محاسبه شود:
gi = Π (vij)
بنابراین اگر n معیار داشته باشید یک ماتریس G1×n به صورت زیر خواهیم داشت:
G = [g1 , g2 , …, gn]

### محاسبه فاصله گزینه‌ها تا مرز ناحیه شباهت
در این مرحله از روش ماباک MABAC با استفاده از رابطه زیر، فاصله گزینه‌ها تا مرز ناحیه شباهت محاسبه می‌شود.
Q = V – G
پس از مشخص شدن ماتریس Q، می‌توان با استفاده از حد بالایی مساحت (+G) و حد پایین مساحت (-G) وضعیت هر گزینه را مشخص کرد بر این اساس گزینه Ai متعلق به اجتماع مجموعه مذکور است. حد بالای مساحت (+G) ناحیه ای است که گزینه ایده‌آل مثبت در آن قرار دارد و حد پایین مساحت (-G) ناحیه ای است که گزینه ضد ایده‌آل در آن قرار دارد.
میزان تعلق گزینه Ai به اجتماع بالا بر اساس رابطه زیر بدست می‌آید. بر اساس منطق روش ماباک، برای این که گزینه ای بهتر از بقیه باشد می‌باید در منطقه بالای تخمین قرار بگیرد.
برای انتخاب گزینه Ai به عنوان بهترین فرم از مجموعه، لازم است که حداکثر معیارهای ممکن به منطقه تقریبی فوقانی (+G) تعلق داشته باشد. مقدار بالاتر +qi∈G نشان می‌دهد که گزینه جایگزین به گزینه جایگزین ایده‌آل نزدیکتر است، در حالی که مقدار پایین‌تر –qi∈G نشان می‌دهد که گزینه جایگزین به گزینه جایگزین ضد ایده‌آل نزدیکتر است.

### انتخاب گزینه بهینه
در روش ماباک MABAC با استفاده از رابطه زیر امتیاز نهایی هر گزینه را مشخص کرده و بر اساس آن گزینه‌ها رتبه‌بندی می‌شوند.
Si = Σ(qij) ; i=1,2,..n ; j= ۱٬۲,…m
محاسبه مقادیر توابع معیار توسط گزینه‌ها به عنوان مجموع فاصله‌های جایگزین از مناطق تقریبی مرزی qi بدست می‌آید. با جمع کردن عناصر ماتریس Q در هر سطر، مقادیر نهایی تابع معیار گزینه‌ها بدست می‌آید. در این رابطه n تعداد معیارها را نشان می‌دهد و m تعداد گزینه است.

## روش CRITIC تکنیک وزن دهی در تصمیم‌گیری
روش CRITIC مخفف CRiteria Importance Through Intercriteria Correlation اهمیت معیارها مبتنی بر همبستگی درونی معیارها است. این روش توسط دبرا و کاندوس (۲۰۱۰) معرفی شده است و یک روش بسیار مناسب و کاربردی برای تعیین وزن معیارها است. از نظر کارکرد این روش مشابه روش انتروپی شانون است با این تفاوت که در این روش فقط به پراکندگی داده‌ها تکیه نمی‌شود. این تکنیک در زمره روش‌های وزن دهی می‌باشد که هدف آن وزن دهی به معیارها در مدل‌های معیار گزینه می‌باشد.
استفاده از روش CRITIC به صورت ترکیبی با روش‌های تصمیم‌گیری چندمعیاره بسیار سازگار است. همان‌طور که می‌دانید در یک روش تصمیم‌گیری چندمعیاره مانند تاپسیس و … از تعدادی معیار برای انتخاب بهترین گزینه استفاده می‌شود. همیشه وزن معیارها به عنوان یک ورودی دردسر اصلی پژوهشگران است. روش کریتیک با استفاده از همان ماتریس تصمیم و بدون نیاز به داده‌های جدید، وزن معیارها را بدست می‌دهد.

### مزایای روش CRITIC
در این روش برای تعیین وزن معیارها از دیدگاه خبرگان استفاده نمی‌شود. اگر چه خبرگان از دانش و تجربه خود برای تعیین وزن معیارها استفاده می‌کنند اما با بیشتر شدن تعداد معیارها، احتمال خطاهای انسانی و ایجاد شک و تردید در مورد قابلیت اطمینان نتایج نیز افزایش پیدا می‌کند. در روش کریتیک CRITIC با استفاده از انحراف معیار و همبستگی درونی معیارها وزن هر معیار تعیین می‌شود.
مزیت دیگر روش CRITIC آن است که نیازی به گردآوری داده‌های جدیدی برای تعیین وزن معیارها نیست. زمانی که ماتریس تصمیم تشکیل شد با اعداد همین ماتریس وزن هر معیار نیز تعیین می‌شود.

### گام‌های روش کریتیک CRITIC
نخستین گام تشکیل ماتریس تصمیم است. منظور از ماتریس تصمیم، ماتریسی است که در هر سطر آن یک گزینه و در هر ستون آن یک معیار قرار دارد. این ماتریس شامل m گزینه و n معیار است و به صورت کلی زیر نوشته می‌شود:
- برای سنجش همبستگی داده‌ها از رابطه ۱ استفاده می‌شود.
- برای تعیین وزن اولیه معیارها از رابطه ۲ استفاده می‌شود.
- سرانجام با استفاده از رابطه ۳ و به روش خطی وزن نهایی معیارها تعیین می‌شود.

به این ترتیب با همان داده‌های ماتریس تصمیم و با توجه به پراکندگی و همبستگی داده‌ها، وزن هر معیار محاسبه می‌شود. در این روش برخلاف روش انتروپی فقط پراکندگی داده‌ها ملاک تصمیم‌گیری نیست. در تعیین وزن نهایی معیارها چون از روش خطی محاسبه می‌شود بنابراین جمع اوزان معیارها ۱ خواهد شد. آموزش این روش نیز در سایت مرجع تصمیم‌گیری چند معیاره (صنایع ۲۰) به نشانی Sanaye20.ir قرار داده شده است.

## روش تصمیم‌گیری OPA[۵]
روش تصمیم‌گیری OPA مخفف واژهٔ Ordinal Priority Approach است که در سال ۲۰۲۰ ارائه گردید. همان‌طور که از نام این روش پیداست، مبنای اصلی آن براساس داده‌های رتبه‌ای (ترتیبی) است. این روش نیاز به داده‌های ورودی بسیار ساده‌ای دارد، چراکه فراهم کردن داده‌های ورودی براساس مقایسات پیچیده برای ذهن انسان کاری دشوار است. بعد از حل مدل برنامه‌ریزی خطی ارائه شده در این روش، می‌توان بصورت همزمان به وزن خبره‌ها، معیارها، و گزینه‌ها دست یافت. همچنین می‌توان از این روش برای محاسبه وزن معیارها به تنهایی استفاده کرد تا بتوان از وزن‌های حاصل شده، در سایر روش‌های تصمیم‌گیری مانند TOPSIS استفاده نمود. از ویژگی‌های منحصر به فرد این مدل می‌توان به توانایی در نظر گرفتن اهمیت خبره‌ها و توانایی حل مسائل با داده‌های ورودی ناقص اشاره کرد.

## روش BWM (بهترین بدترین)
استفاده از تکنیک‌های تصمیم‌گیری، یکی از مباحث مورد استقبال پژوهشگران و دانشجویان رشته‌های مختلف است. فرایند انتخاب یک گزینه از میان چندین گزینه و براساس چندین شاخص تصمیم‌گیری، مصداق مسئله ای است که یکی از راه‌های پاسخ به آن، استفاده از تکنیک‌های تصمیم‌گیری است. صاحب نظران علوم تصمیم‌گیری تا به امروز تکنیک‌های بسیاری برای پاسخ به چنین مسائلی ارائه کرده‌اند. هر یک از این تکنیک‌ها، نقاط قوت و ضعف خود را دارد.
روش بهترین-بدترین (BWM) در سال ۲۰۱۵ توسط دکتر جعفر رضایی، دانشیار دانشگاه دلفت هلند، ارائه شد. اساس این روش بر پایه ماتریس مقایسات زوجی بنا شده و از این نظر شباهت‌هایی با روش AHP دارد. با این حال، توسعه و ارائه این روش با هدف ارتقای فرایند تصمیم‌گیری در مقایسه با سایر روش‌ها بوده است. یکی از نقاط مثبت روش بهترین-بدترین (BWM)، پایین بودن بار محاسباتی آن در مقایسه با سایر روش‌های تصمیم‌گیری است. از این رو، یادگیری این روش می‌تواند به پژوهشگران در حل مسائل تصمیم‌گیری با تعدادی زیادی شاخص کمک کند.
همچنین این تکنیک می‌تواند به عنوان یک روش وزن دهی و با ترکیب با روش‌های تصمیم‌گیری مبتنی بر ماتریس تصمیم، به کار گرفته شود.